# Monumento a los Caídos (Pamplona)
Het Monumento a los Caídos is een monument in de Spaanse stad Pamplona.
Het monument, als eerbetoon aan de doden aan de zijde van Franco tijdens de Spaanse Burgeroorlog, is in 1942 gebouwd aan het einde van de Avenida de Carlos III el Noble Etorbidea in de tweede Ensanche van Pamplona. Het gehele complex heeft een oppervlakte van 14.281 m² en bestaat uit het gebouw met park aan de achterzijde en een park met vijver en fonteinen aan de voorzijde (noordwest). De grond werd in 1940 door de gemeente geschonken en het deputaat van de provincie Navarra betaalde de bouwkosten van het mausoleum à 24.026.338 peseta's.
Op 22 juni 1963 werd het geheel door de Provinciale Raad van Navarra aan het bisdom geschonken. Het gebouw met de aangebouwde vleugels is 161 m breed, het hoofdgebouw is 49 × 53 m en de zijgebouwen (parochiekerk en parochiehuis) zijn elk 23 × 37 m.
Het hoofdgebouw met de crypte heeft een achtkantige vorm, de basis is een Grieks kruis met een grote koepel met 4 lantaarns.
Het voorportaal heeft 6 vierkante kolommen en wordt bekroond door een fronton. Het exterieur oogt sober en is in classicistische stijl, in de crypte en het pantheon liggen de lichamen van de generaal Emilio Mola (Vidal), José Sanjurjo y Sacanell en zes andere rebellenstrijders begraven. De achtergevel droeg het opschrift Conde de Rodezno, (Tomás Domínguez Arévalo, 6e graaf van Rodezno 1880-1952).
Het interieur is licht en ruimtelijk, overdadig versierd met decoraties, symbolen en inscripties die herinneren aan de ideologie van het Franco-regime.
In 1998 werd het pand door het bisdom overgedragen aan de gemeenteraad, onder voorwaarde: Dat alle decoratieve elementen, symbolen, inscripties en grafstenen zouden blijven behouden
en het vruchtgebruik van de crypte aan de Kerk zou toebehoren. Deze voorwaarden bemoeilijkten later de uitvoering van de wet die in 2007 werd aangenomen om
de herinneringen aan de Franco tijd uit te wissen.
De Ley de Memoria Histórica (Wet op de historische herinnering is een Spaanse wet uit 2007 die genoegdoening wil bieden aan slachtoffers van de Spaanse Burgeroorlog (1936-1939).
Deze wet regelt in de artikelen 11 en 12 de verplichtingen van overheidsdiensten tot het verwijderen van Francoïstische symbolen, legenden en vermeldingen,
en het nietig verklaren van onderscheidingen, benoemingen en titels.
In dit monument is dit gedeeltelijk gedaan door allerlei symbolen, schilderingen en vermeldingen met houten schotten af te dekken.
Voorts werd in 2016 besloten de stoffelijke overschotten op te graven en aan de rechthebbende families over te dragen.
Er is besloten dat het gebouw een nieuwe bestemming krijgt als expositieruimte, ook de omliggende omgeving wordt opnieuw ingericht.
Er zijn nog maandelijks bijeenkomsten van de Broederschap van Ridders van het Kruis ter herdenking van de triomf van de staatsgreep op 19 juli 1936 in Navarra.
Door allerlei controverses is de uiteindelijk bestemming nog (2022) erg onzeker, er zijn ook voorstanders om het geheel te slopen en uit het stadsbeeld te verwijderen.

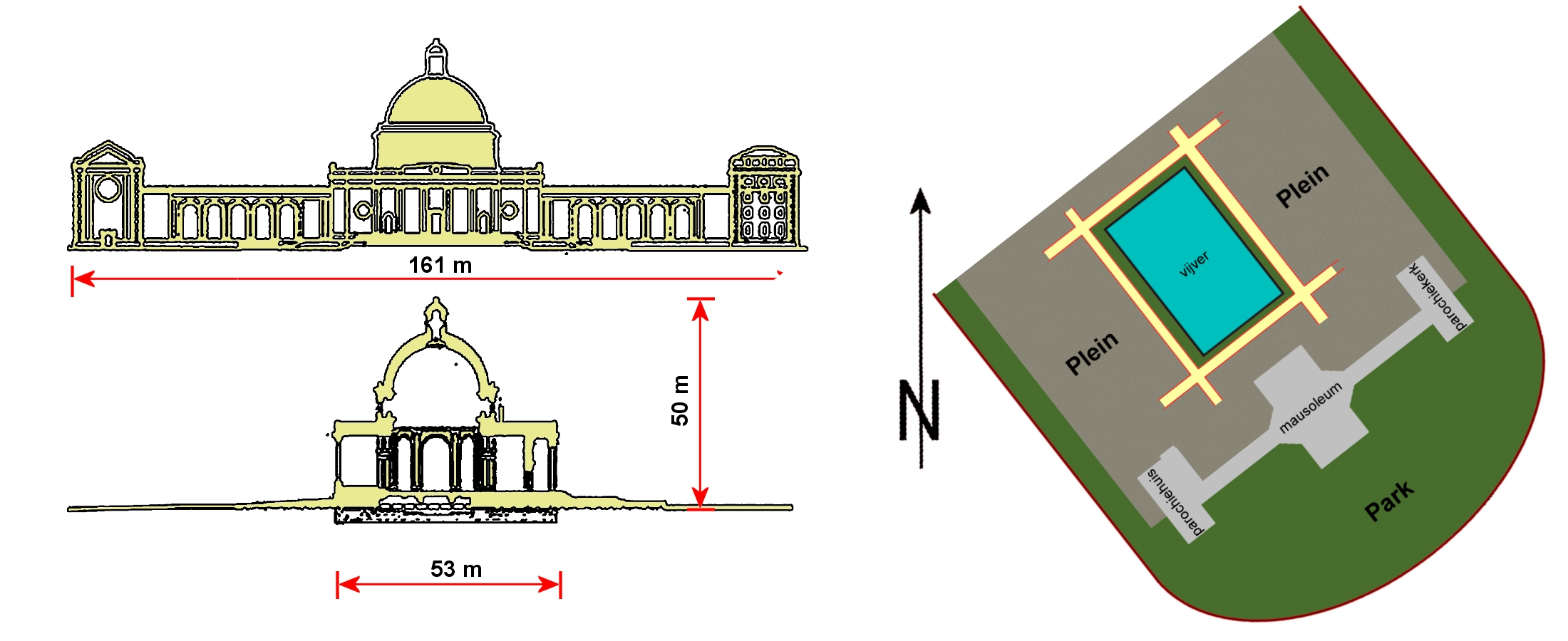
Afmeting  & grondplan Monumento a los Caídos (Pamplona)
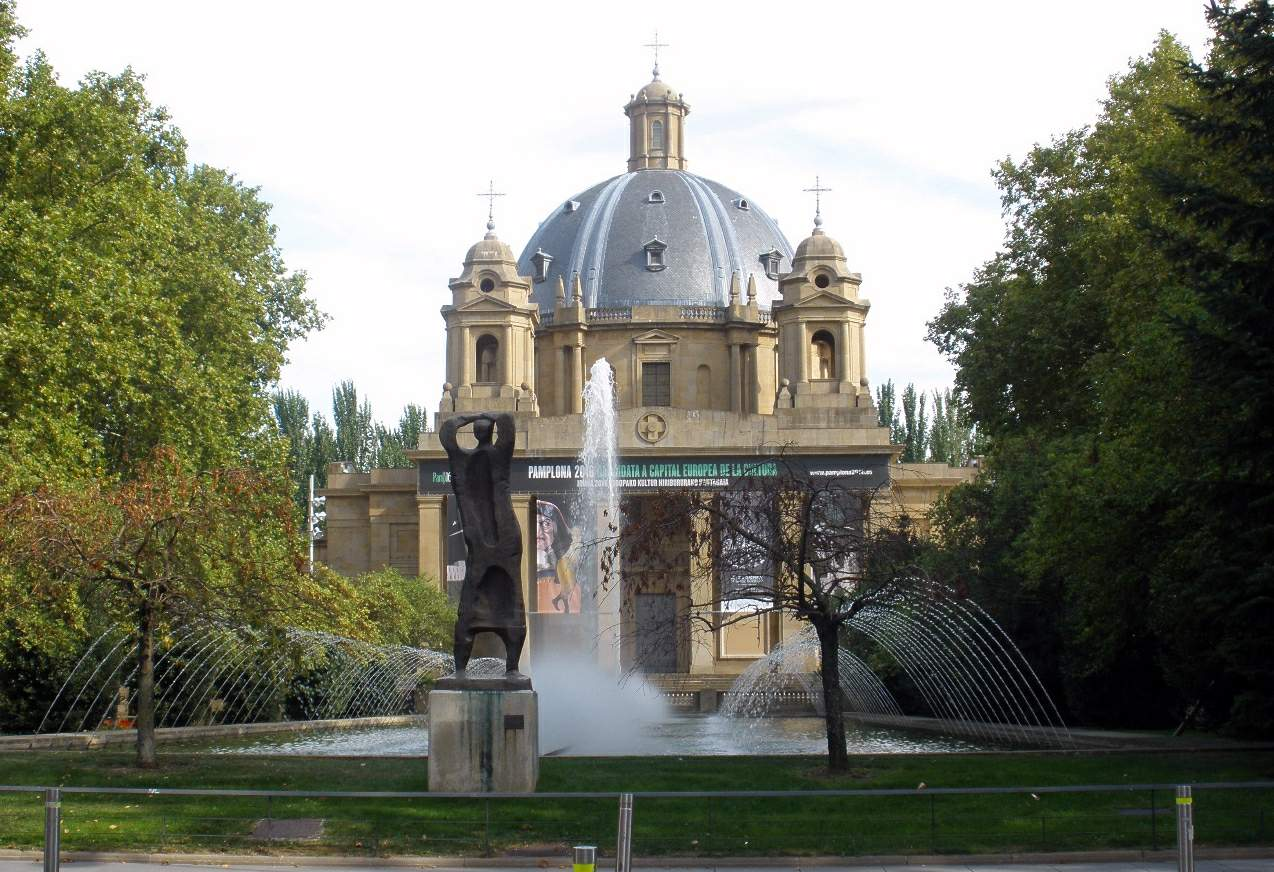
Nu expositie ruimte
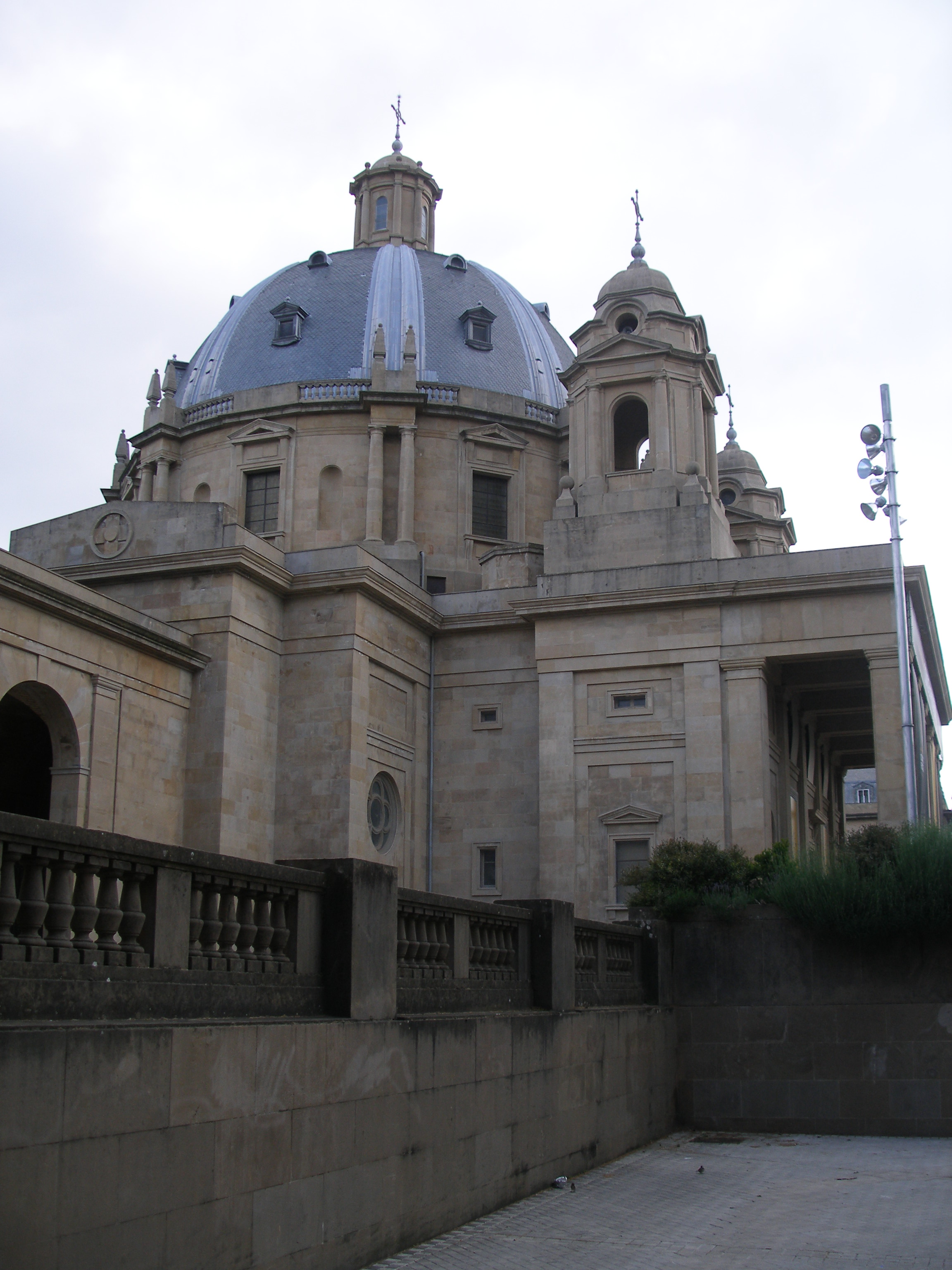
Zijaanzicht
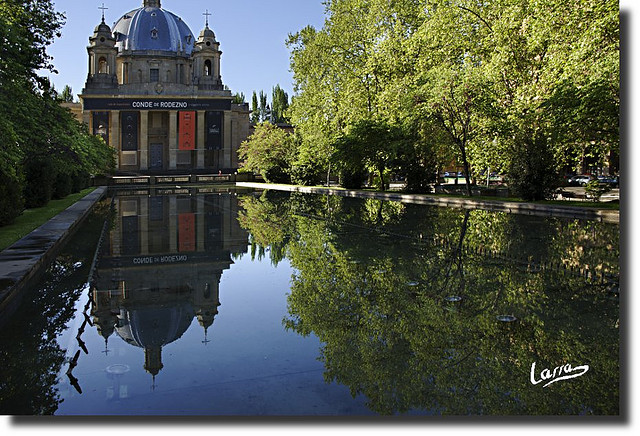
Caidos
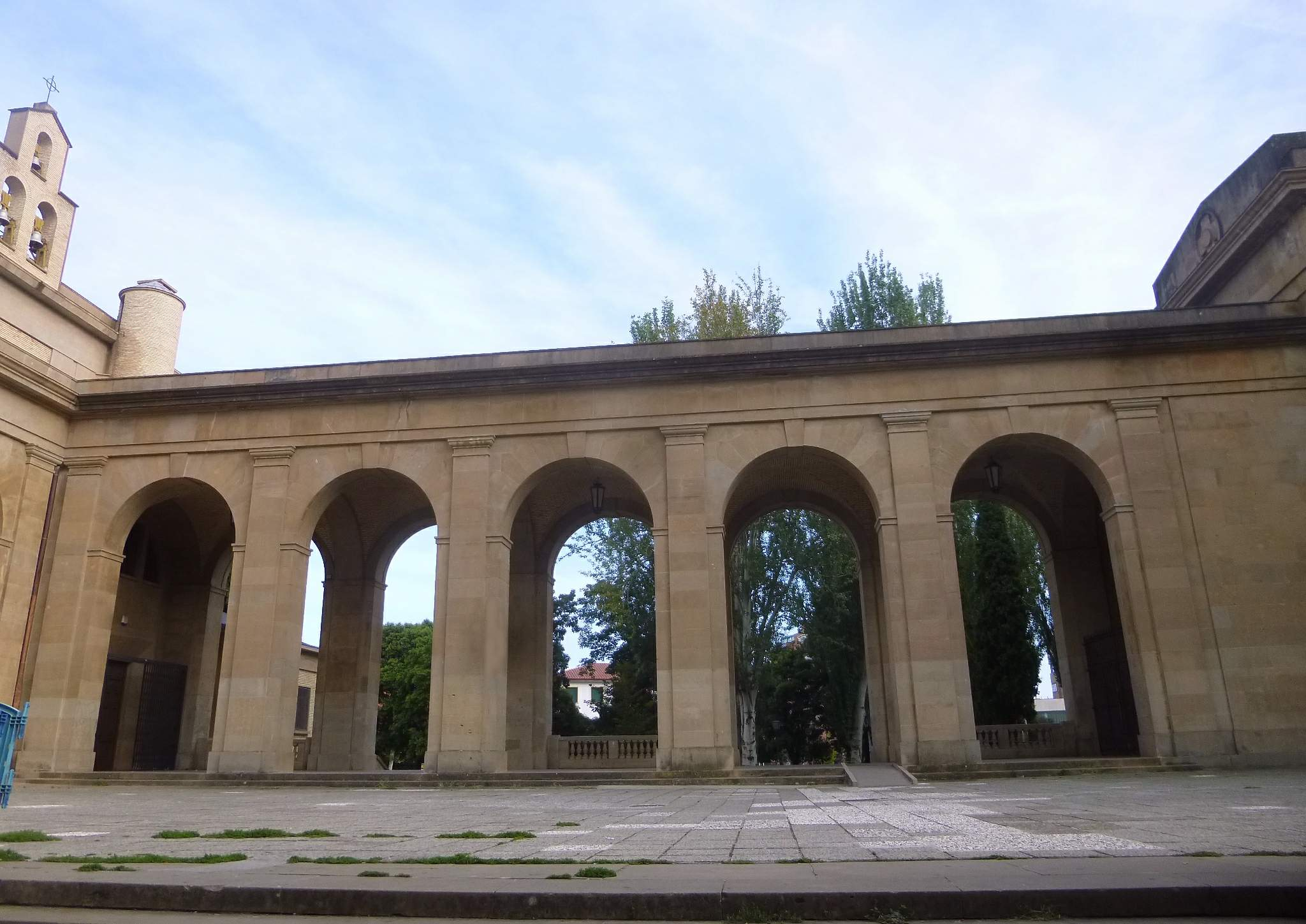
Claustrum, (klooster)gang
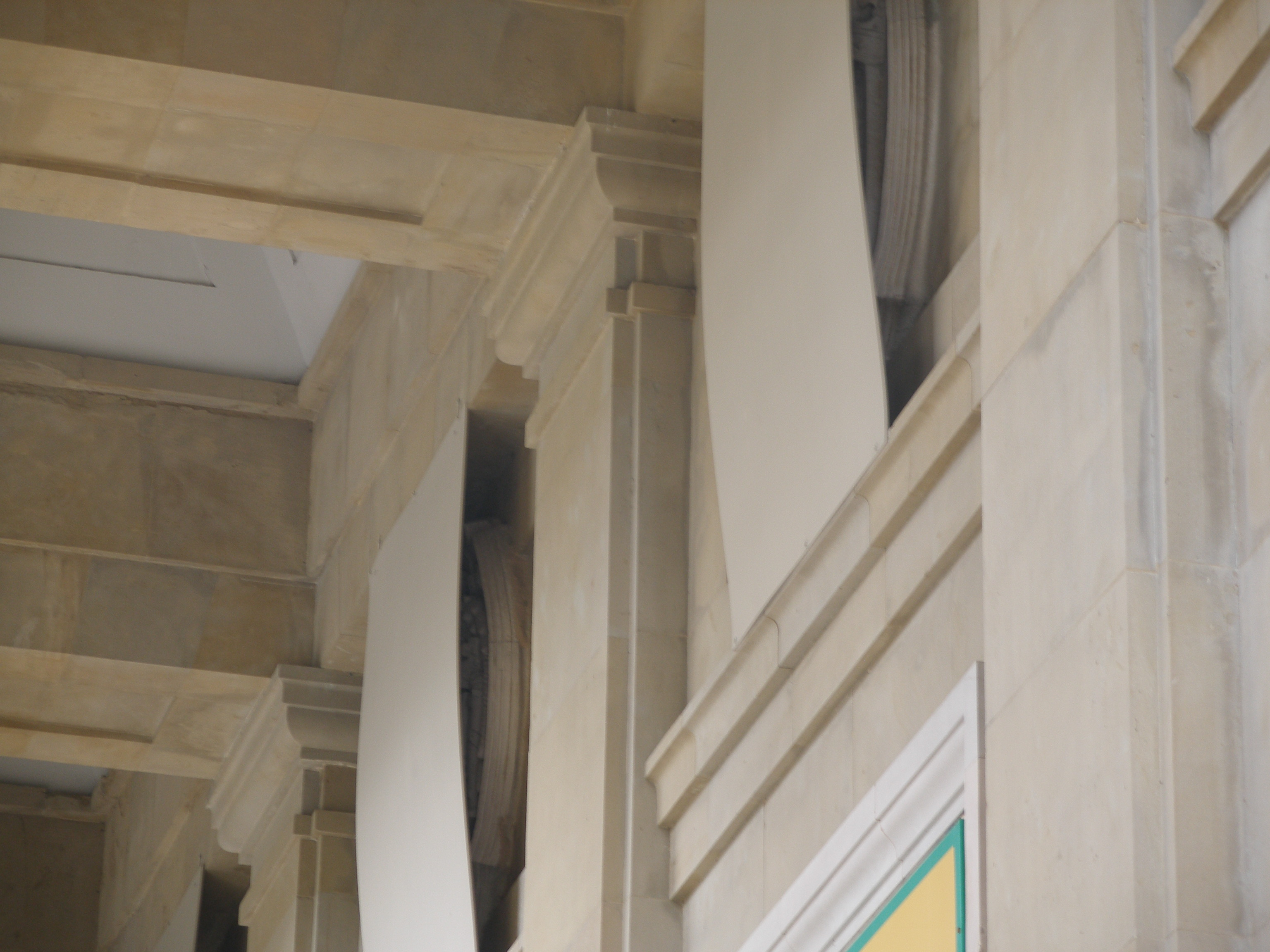
Symbolen afgedekt met plaatmateriaal